# Нигирь
Ниги́рь — село в Николаевском районе Хабаровского края. Административный центр Нигирского сельского поселения. Расположено на берегу Амурского лимана.

## Население
| 1992 | 2002 | 2010 | 2011 | 2012 | 2021 |
| ---- | ---- | ---- | ---- | ---- | ---- |
| 836  | ↘639 | ↘443 | ↘440 | ↘421 | ↘233 |